# 圣若翰洗者主教座堂 (切塞納)
圣若翰洗者主教座堂 (義大利語：Duomo di Cesena, Cattedrale di San Giovanni Battista) 位于意大利切塞納，是天主教切塞納-薩爾西納教區的主教座堂，1986年之前是切塞納教区的主教座堂，主保聖人為圣若翰洗者。
目前的教堂建于1385-1405年，由城主安德烈·马拉泰斯塔（Andrea Malatesta）支付。建筑风格为罗马-哥特式，建筑师安德瓦尔多（可能来自瑞士）。
钟楼建于1443-1457年，由马索·迪·皮耶特罗设计，由安东尼奥·马拉特斯塔·达福森布罗内主教（1435年至1475年）资助。同时修建的还有毗邻的主教宫。1960年代彻底重建，仅保留了东侧的门。

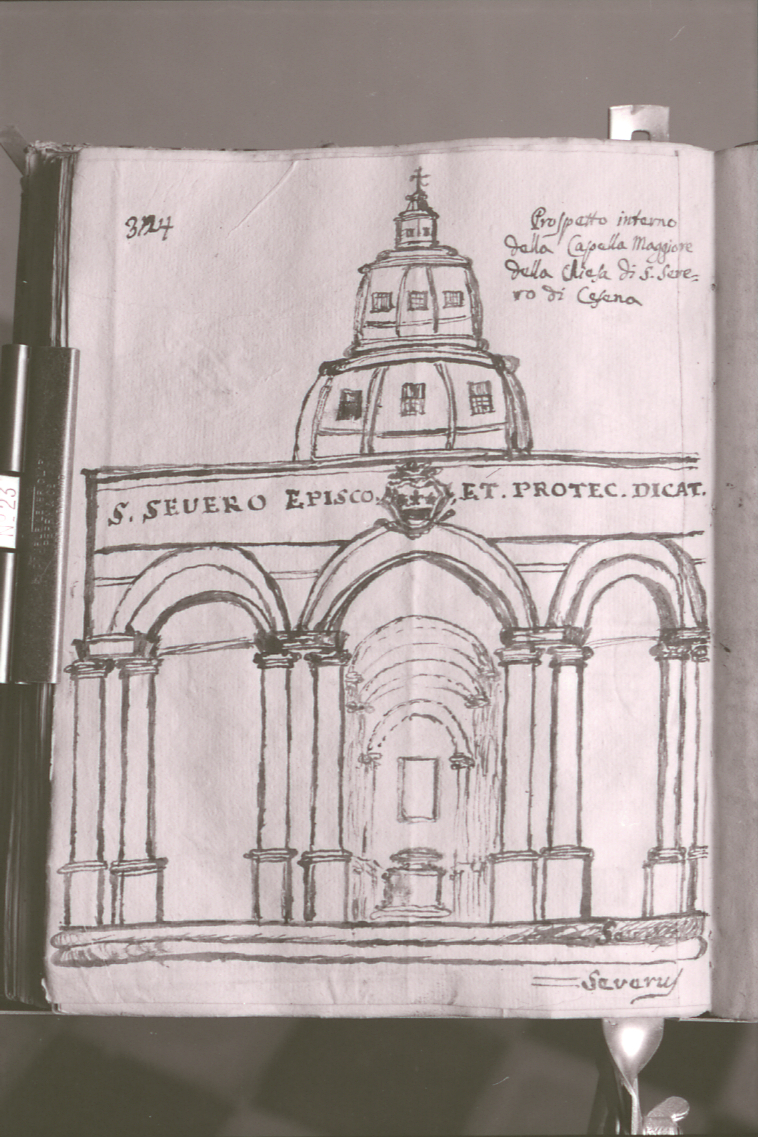

该堂旁边的圣多俾亚小堂也可以追溯到文艺复兴时期，现在用作主教座堂的博物馆。然而，向朝圣者提供援助的同名古老医院已经不复存在。
该堂的立面直到15世纪末才完工，作品归于威尼斯建筑师毛罗·科杜奇（1440–1504年）。
圣毛禄的圣髑（946年去世）保存在这里，在圣若翰洗者祭台，切塞納最伟大的雕塑之一，由伦巴第雕塑家乔瓦尼·巴蒂斯塔·布雷格诺·达·奥斯特诺创作于1494-1505年。

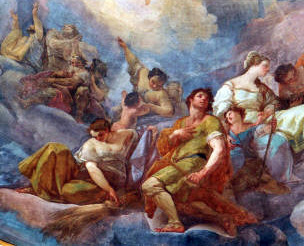
壁画

人民圣母小堂（Cappella della Madonna del Popolo）的壁画由Corrado Giaquinto绘于1750年。